# 出島町人
出島町人（でじまちょうにん）とは、江戸時代の長崎の代表的な町人・豪商であり、出島を築造する際に出資した25人のこと。出島を利用するオランダ商館やポルトガル商館から、賃貸料を徴収していた。

## 出島町人 一覧
1. 有馬屋休庵
2. 宮崎孫兵衛
3. 伊予屋半三郎
4. 平野屋善左衛門
5. 海老屋四郎左衛門
6. 村山善左衛門
7. 大黒屋善左衛門
8. 杉岡半左衛門
9. 大賀九衛門
10. 高島四郎兵衛
11. 高石屋惣右衛門
12. 加賀多右衛門
13. 橋本久兵衛
14. 久松新兵衛
15. 後藤庄左衛門
16. 高木作右衛門
17. 肥前屋又兵衛
18. 角屋三郎右衛門
19. 堀九郎右衛門
20. 村田宗有
21. 高木彦右衛門
22. 山岡平吉
23. 平戸道喜
24. 末次宗徳
25. 大塚十右衛門